# Новоскотоватое
Новоскотоватое (укр. Новоскотувате) — село,
Марьяновский сельский совет,
Новомосковский район,
Днепропетровская область,
Украина.
Код КОАТУУ — 1223283303. Население по переписи 2001 года составляло 182 человека .

## Географическое положение
Село Новоскотоватое находится на расстоянии в 1 км от посёлка Мирное и 2-х км от села Скотоватое.